# Кубок Шотландії з футболу 1900—1901
Кубок Шотландії з футболу 1900–1901 — 28-й розіграш кубкового футбольного турніру у Шотландії. Титул втретє здобув Гарт оф Мідлотіан.

## Перший раунд
| Команда 1                    | Рахунок | Команда 2               |
| ---------------------------- | ------- | ----------------------- |
| 31 грудня 1900               |         |                         |
| Данді Вондерерс (-)          | 0:3     | Аберкорн (2)            |
| 5 січня 1901                 |         |                         |
| Клайд (2)                    | 6:0     | Іст Стерлінгшир (2)     |
| 12 січня 1901                |         |                         |
| Ейр (2)                      | 2:2     | Оріон (-)               |
| Селтік (1)                   | 1:0     | Рейнджерс (1)           |
| Данді (1)                    | 3:1     | Артурлі (-)             |
| Форфар Атлетік (-)           | 0:4     | Літ Атлетік (2)         |
| Гарт оф Мідлотіан (1)        | 7:0     | Моссенд Свіфтс (-)      |
| Гіберніан (1)                | 7:0     | Дамбартон (-)           |
| Кілмарнок (1)                | 3:2     | Ейрдріоніанс (2)        |
| Грінок Мортон (1)            | 10:0    | Бонесс (-)              |
| Порт-Глазго Атлетік (2)      | 9:1     | Ньютон Стюарт (-)       |
| Роял Альберт (-)             | 1:1     | Сент-Джонстон (-)       |
| Сент-Бернардс (2)            | 5:0     | Партік Тісл (1)         |
| Сент-Міррен (1)              | 10:0    | Кілвінінг Едлінгтон (-) |
| Стенхаузмур (-)              | 1:3     | Квінз Парк (1)          |
| Терд Ланарк (1)              | 5:0     | Дуглас Вондерерс (-)    |
| 19 січня 1901 (перегравання) |         |                         |
| Оріон (-)                    | 1:3     | Ейр (2)                 |
| 9 лютого 1901 (перегравання) |         |                         |
| Сент-Джонстон (-)            | 0:2     | Роял Альберт (-)        |

## Другий раунд
| Команда 1                     | Рахунок | Команда 2               |
| ----------------------------- | ------- | ----------------------- |
| 26 січня 1901                 |         |                         |
| Ейр (2)                       | 1:3     | Сент-Міррен (1)         |
| Селтік (1)                    | 2:1*    | Кілмарнок (1)           |
| Грінок Мортон (1)             | 1:1     | Сент-Бернардс (2)       |
| Терд Ланарк (1)               | 1:1     | Аберкорн (2)            |
| 9 лютого 1901                 |         |                         |
| Клайд (2)                     | 3:5     | Данді (1)               |
| Гарт оф Мідлотіан (1)         | 2:1     | Квінз Парк (1)          |
| Літ Атлетік (2)               | 0:3     | Порт-Глазго Атлетік (2) |
| 9 лютого 1901 (перегравання)  |         |                         |
| Селтік (1)                    | 6:0     | Кілмарнок (1)           |
| Грінок Мортон (1)             | 3:1     | Сент-Бернардс (2)       |
| Аберкорн (2)                  | 0:1     | Терд Ланарк (1)         |
| 16 лютого 1901                |         |                         |
| Роял Альберт (-)              | 1:1     | Гіберніан (1)           |
| 23 лютого 1901 (перегравання) |         |                         |
| Гіберніан (1)                 | 1:0     | Роял Альберт (-)        |

* - результат скасовано, було призначено повторний матч.

## Чвертьфінали
| Команда 1                     | Рахунок | Команда 2             |
| ----------------------------- | ------- | --------------------- |
| 16 лютого 1901                |         |                       |
| Данді (1)                     | 0:1     | Селтік (1)            |
| Порт-Глазго Атлетік (2)       | 1:5     | Гарт оф Мідлотіан (1) |
| Сент-Міррен (1)               | 0:0     | Терд Ланарк (1)       |
| 23 лютого 1901 (перегравання) |         |                       |
| Терд Ланарк (1)               | 1:1     | Сент-Міррен (1)       |
| 2 березня 1901                |         |                       |
| Гіберніан (1)                 | 2:0     | Грінок Мортон (1)     |
| 2 березня 1901 (перегравання) |         |                       |
| Сент-Міррен (1)               | 3:3 дч  | Терд Ланарк (1)       |
| 9 березня 1901 (перегравання) |         |                       |
| Сент-Міррен (1)               | 1:0     | Терд Ланарк (1)       |

## Півфінали
| Команда 1                      | Рахунок | Команда 2             |
| ------------------------------ | ------- | --------------------- |
| 9 березня 1901                 |         |                       |
| Гарт оф Мідлотіан (1)          | 1:1     | Гіберніан (1)         |
| 23 березня 1901                |         |                       |
| Селтік (1)                     | 1:0     | Сент-Міррен (1)       |
| 23 березня 1901 (перегравання) |         |                       |
| Гіберніан (1)                  | 1:2     | Гарт оф Мідлотіан (1) |

## Фінал
| 6 квітня 1901 15:00 (CET) |

| Гарт оф Мідлотіан (1)               | 4:3      | Селтік (1)                  |
| ----------------------------------- | -------- | --------------------------- |
| Портоа 16' Белл 43', 87' Томсон 60' | Протокол | Макоустра Квін Макмегон 80' |

| Айброкс-Парк, Глазго Глядачів: 15 000 Арбітр: Джексон |